# Армяне в Сингапуре
Армяне в Сингапуре (арм. Սինգապուրահայեր) — армянское этническое меньшинство, проживавшее и проживающее в Сингапуре.

## История

### Поселение
Сингапур — город-государство, расположенный на островах в Юго-Восточной Азии, отделённых от южной оконечности Малаккского полуострова узким Джохорским проливом, бывшая колония Британской империи.

армянский торговый корабль в Индийском Океане (гравюра)

Самые ранние упоминания армян на Малайском полуострове относятся к 1669 году. В это время в этом регионе жили 234 армянина, из них 147 — в собственно Малайзии, другие 87 человек — в Сингапуре; 178 были чистые армяне, 56 — дети от смешанных браков. Поселившиеся здесь армяне, будучи в основном купцами, тянулись к портовым городам, где активно участвовали в экономической жизни. Некоторые купцы из армян сами везли свой груз на кораблях, другие действовали как посредники, покупая и перепродавая разного рода товары. Чарльз Локуэр, автор того времени характеризовал армянских купцов как честных и порядочных людей, а английский купец и путешественник XVII-го в. Джон Фриер упоминал о них, как о людях, владеющих искусством торговли во всех его тонкостях.

В 1832 году главным городом английской колонии, а затем и всей Британской Малайи становится Сингапур, в котором к тому времени насчитывалось примерно 650 армян. Из них 560 были чистокровными армянами, другие, будучи потомками от смешанных браков, оставались активными членами общества. Американский морской офицер и исследователь Чарльз Уилкс, описывая население Сингапура, отмечал: 
Считается, что число азиатских наций, населяющих Сингапур, достигает двадцати четырех и состоит из китайцев, индийцев, малайцев, евреев, армян, парсов, бугисов, помимо европейцев
 На территорию современного Сингапура армяне попадали либо непосредственно из Нор-Джуги, армянского квартала в столице тогдашней Персии Исфахане, либо из Индии и с острова Ява, где нор-джугинцы осели ранее. В 1820-х и 1830-х гг. после первой волны эмиграции и до 1880 г. армяне селились в Сингапуре немногочисленными группами. В 1880-м г. здесь насчитывалось уже более ста армянских семей. После наметилась новая небольшая волна, большинство новых армян прибыли непосредственно из Персии или из Калькутты. Затем в начале XX в. последовал следующий всплеск эмиграции, во время которого большинство прибывших армян было из Исфахана.

### Деятельность

Руководство компании «Edgar Brothers»,1929 год

Несмотря на свою немногочисленность, армянам довелось сыграть значительную роль в жизни колонии и оставить о себе память, несопоставимую с их малой численностью. Армяне сформировали в Сингапуре отдельную коммуну, благодаря которой чувствовали себя защищенными как в социальном, так и в общественном отношении. Армяне вносились индивидуально в статистические списки и в летопись населения. Купцы из армян имели своих собственных представителей в сингапурской торговой палате. В первой торговой палате, основанной в 1837 году, состояли шесть британцев, два китайца, один американец, один араб и один армянин — Исайя Закария. Армянское общество воспринималось наравне с европейцами и принимало участие во всех аспектах жизни Сингапура. Торговые люди и члены их семей приглашались на все банкеты, представительные балы, официальные приёмы и другого рода общественные мероприятия. Именитые семьи принимали участие в ежегодном праздновании дня рождения королевы и во всех встречах и приёмах, устраиваемых правительством в связи с этим событием. Участие армян в общественной жизни привело к тому, что к их мнению прислушивались в Торговой палате и в других общественных комитетах. Благодаря своему образу жизни, знанию английского языка и христианскому вероисповеданию армяне привлекались к работе в юридических конторах и следственных органах,также принимая участие в деятельности муниципальных комитетов и в законодательном совете. Множество армян традиционно работало в ювелирной отрасли — так, в 1920-х гг. дилеры по торговле бриллиантами братья Ипекчян открыли отделение в Сингапуре. Мозес Мозес и Джордж Майкл, основав разветвленную сеть фотоателье, подались в фотобизнес, в котором доминировали с 1880 по 1919 гг. 

армянская газета Сингапура — «Усумнасер»

 Многие родившиеся в колонии армяне работали клерками в государственных департаментах, банках, офисах, некоторые занимали видные посты в муниципальных органах. Джо Джоаким работал директором компании по разработке рудников, после чего в 1887 г. был избран президентом муниципального совета, а затем был избран в Законодательное собрание. Директорами горнодобывающих компаний были Питер и Кут Эдгары. В 1880-х гг. три из четырёх страховых компаний Сингапура принадлежали армянам. В 1895 г. двое из восьми муниципальных уполномоченных являлись армянами. В 1845 г. Кэтчик Мозес основал первую сингапурскую газету «Straits Times» (The Straits Times), которая на сегодняшний день является самой влиятельной в стране. Несколько лет спустя Грегори Галстян создал газету на армянской языке «Усумнасер».

В ранние годы существования колонии армяне помогли Сингапуру стать крупным транзитным центром. Из 113 армянских предприятий, которые были зарегистрированы с 1820 г., 63 были торговыми. Первым купцом из армян в Сингапуре был Аристакес Саркис, поселившийся здесь в 1820 г. В 1830−1850-х гг. армянские компании в Юго-Восточной Азии доминировали в торговле сурьмой, поставлявшийся в Англию. Побывавший на острове Иван Гончаров указывал армянских купцов в числе прочих участвующих в экономической жизни страны: 
На бирже толпятся китайские, армянские, персидские купцы и,  разумеется, англичане
 Армяне, в особенности Мартирос Карапет, были главными импортерами опиума в Сингапуре до конца 1880-х гг.
Армянские купцы нередко считали нужным объединиться — так на острове были основаны четыре совместные армянские фирмы: «M&G Moses» (1839), «Sarkies&Moses» (1840), «Set Bro-thers» (1840), «Stevens&Joaqim» (1848). Для транспортировки товаров предпочтение отдавалось судам, принадлежащим армянам, с армянскими капитанами. Обычно купцы пользовались услугами компании «Apcar&Company». Грузы купцов перевозили парусный барк «Тенассерим» (капитан Саркис), корабли «Черкес» и «Леди Каннинг» (капитан Галстан). Многие морские суда носили армянские имена: «Армения», «Арарат», «Мэри Макертум», «Джозеф Манук», «София Джоаким», «Арутюн Апкар», «Григор Апкар».

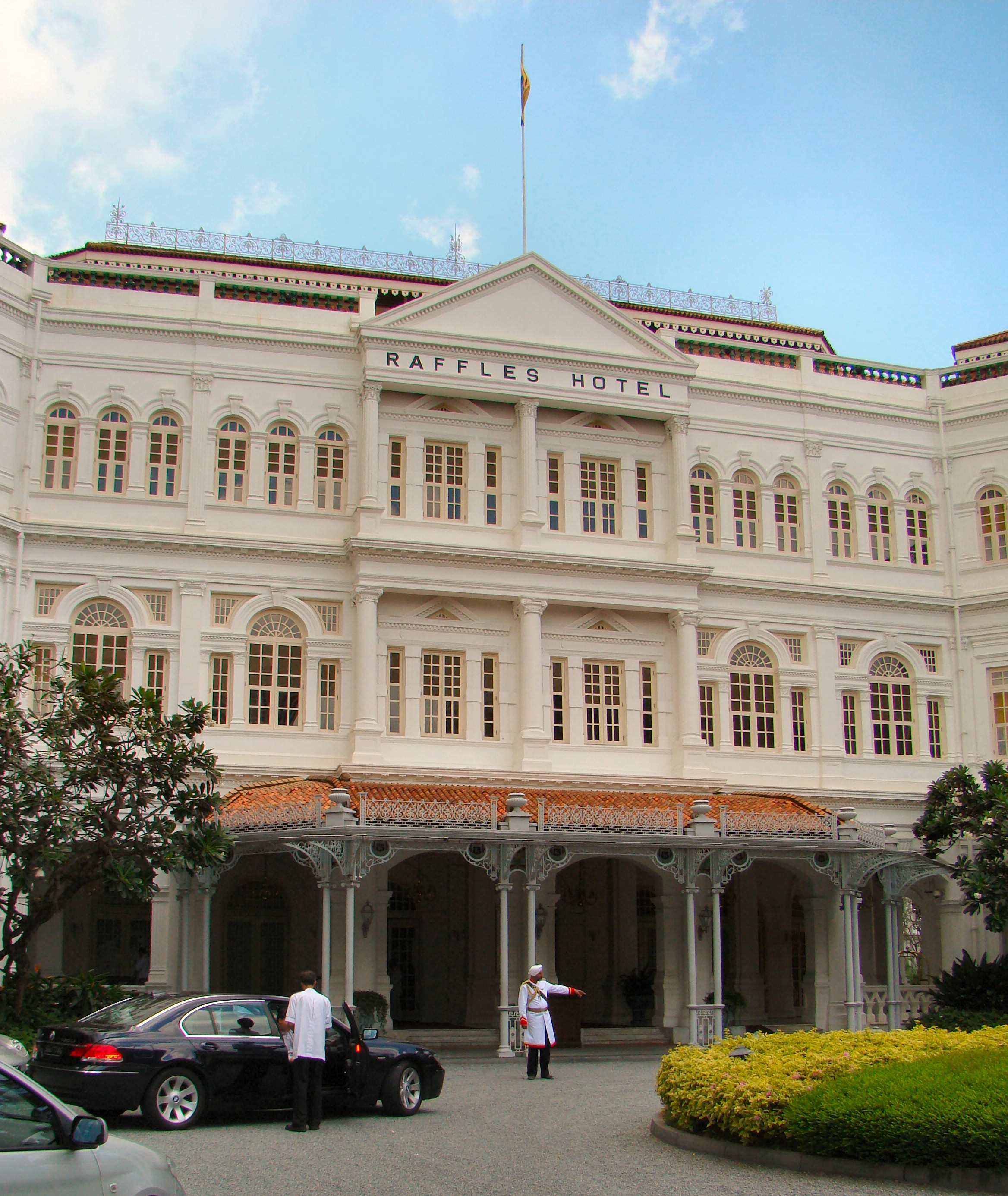
отель «Raffles»

Огромных успехов армяне добились в сфере обслуживания, им принадлежали одиннадцать отелей (включая самые крупные), а также многие пансионы и рестораны. Первым армянином — владельцем гостинцы в Сингапуре стал Малькольм Мозес, в 1862 г. он купил отель «Pavilion». Одним из самых успешных армянских предприятий был отель «Raffles», открытый братьями Саркис в 1887 г. В 1903 г. Егиазар Иоханнес и Аратун Саркис приобрели отель «Adelphi». Владельцами «Hotel de l’Europe», перестроившие его в 1904 г., также были армяне. Курортный отель «Sea View», находившийся за городом, с 1912 по 1921 гг. принадлежал Егиазару Йоханнесу, затем был приобретен братьями Саркис.
Многие богатые армяне состояли членами сингапурского яхт-клуба, а Джо Джоаким стал членом Комитета морского спорта, устраивавшего парусные гонки. Большим любителем скачек являлся владевший конюшнями Тигран Саркис. В 1904 г. его лошади принесли ему 1 400 долл. по тогдашнему курсу, выведя на третье место среди всех владельцев конюшен. Особенно удачным для Тиграна Саркис был 1908 г., когда конь по кличке Джилло взял Кубок губернатора.

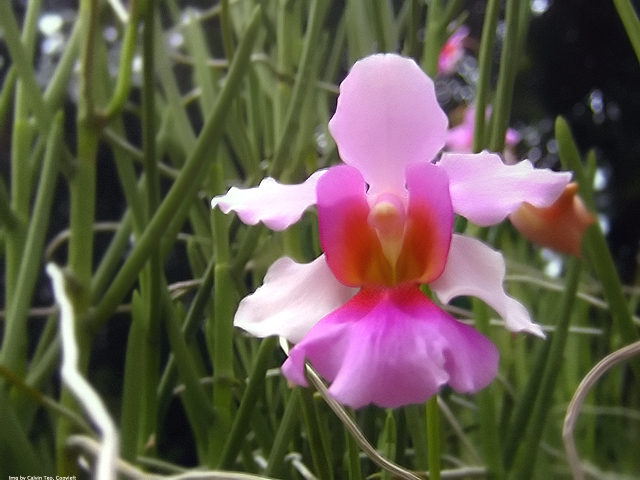
национальный символ Сингапура орхидея «Ванда мисс Джоаким»

Известный американский исследовать и морской офицер Чарльз Уилкс. побывав в Сингапуре, отмечал, что
Наиболее почитаемы армяне, они среди главных купцов на острове. Немногочисленные, они тем не менее влиятельны благодаря своему богатству; это чрезвычайно симпатичная нация, одеваются по английской моде и обычно чисто говорят по-английски и по-португальски
На острове были очень популярны цветочные выставки и конкурсы, в которых участвовали местные женщины. Армянки составляли приличную конкуренцию участницам этих выставок, призы за свои растения получали Мэгги Чэйтер, Ирен и Рипси Иоханнес, но доминировали женщины разных поколений из семьи Джоаким, получившие в 1897 г. 18 из 104-х призов. Особенно приуспела в области цветоводства старшая дочь Парсика и Урелии Джоаким — Агнес, которая с 1893 по 1895 гг. взяла на трёх ежегодных сингапурских выставках в общей сложности двадцать семь первых мест и пятнадцать вторых. Славу же она приобрела в 1899 г., когда на цветочной выставке была представлена выведенная ею орхидея, которая позже получила имя своей создательницы «Ванда мисс Джоаким». В 1947 году цветок был выбран эмблемой Прогрессивной партии, а в 1981 году — национальным цветком, символом всего Сингапура.

Родившиеся в Сингапуре армяне являлись британскими подданными, в то время как многие, родившиеся в Персии, легализовались и тоже становились британскими гражданами. Община регулярно вкладывала часть своего капитала в фонд празднования юбилея королевы Виктории и её семьи, в составе официальных делегаций посылала своих представителей для приветствия важнейших лиц высокого звания, включая принцев Альберта и Георга, герцога и герцогини Корнуэльских. Сохранилось поздравительное обращение к королеве Виктории в связи с празднованием пятидесятилетия правления, направленное в 1887 г. и подписанное 26-ю правителями армянского общества острова. В нём говорилось:
во время которого все её подданные благоденствовали. Но никто более армян, которые благословляют Ваше Величество с совершенным почтением как верноподданные граждане, проживающие под защитой власти Вашего Величества
В виду большого интереса к общине в печати широко освещалась деятельность армянского сообщества. В XIX в. было большой редкостью, если на страницах «Стрейтс Таймс», «Сингапурской хроники», «Сингапурской независимой газеты» не упоминались армяне в общих или персональных колонках, в объявлениях или новостях. В газетах периодически печатались известия о притеснении армян в Османской империи, которые вылились в геноцид 1915–1917 гг. В рубрике сообщений от 1920 г. содержалось примечательное сообщение о том, что Республика Армения назначила Диана Абгар консулом в Иокогаме, сделав её, таким образом, первой женщиной-послом в мире.

Церковь Святого Григория Просветителя

Армянами Сингапура уделялось особое внимание культуре и религии. В 1835 г. была построена Церковь Святого Григория Просветителя, являющаяся на сегодняшний день старейшей церковью острова. Как писала в 1836 г. газета The Free Press:
Это небольшое, но элегантное здание делает честь гражданским и религиозным чувствам армян этого Поселения; ибо мы считаем, что лишь в очень редких случаях столь небольшое сообщество собрало бы средства, достаточные для того, чтобы возвести подобное строение - один из наиболее украшенных и наилучшим образом обставленных образчиков архитектуры
Церковь стала также первым зданием в колонии, где в 1909 г. было установлено электрическое освещение. На сегодня это одна из двух армянских церквей, сохранившихся в Юго-Восточной Азии (вторая находится в столице Бирмы Рангуне).
Образованию членов общины отводилось не последнее место. В 1901 г. в отчёте церкви Святого Григория, отправленном в Новую Джульфу, говорилось, что сингапурские армяне сформировали небольшое, но функциональное сообщество, в котором все взрослые говорят, читают и пишут по-армянски и все члены общества слушают мессу по воскресеньям. В 1917 г. во время своего визита в Сингапур епископ Торгом Гушакян отмечал, что ввиду того, что армяне, родившиеся в Сингапуре, бегло говорили по-армянски, он не нуждался в переводчиках, которые сопровождали бы его. По его словам, сингапурские армяне широко образованы и трудолюбивы и сочетают свой западный образ жизни с армянским духом и патриотизмом.
Живя вдалеке от своей исторической родины, сингапурские армяне не оставались безучастными к её судьбе. В декабре 1894 г. местными армянами был организован Комитет помощи Армении. В первой половине XX в. община отозвалась на призыв Католикоса ко всем армянам помочь своим обездоленным в результате трагических событий собратьям. Был основан Армянский фонд милосердия, куда поступали пожертвования со всех концов Малайи. Общая сумма, включая пожертвования от армян Сингапура и Бангкока, достигла 14,5 млн долл.
С началом Второй мировой войны молодые армяне отправились служить в британскую армию и подразделения местных волонтёров. За счёт местного армянина Осепа Аратуна был построен и оснащён самолёт-разведчик для британских военно-воздушных сил.
После Второй мировой войны наметился отток армян из Сингапура, многие разъехались по разным странам — в Нидерланды, Великобританию, Австралию или в Соединенные Штаты. По данным переписи 1947 г. в стране с населением около миллиона человек насчитывалось всего 62 армянина. Через несколько десятилетий из страны уехал последний армянин, а спустя три года из-за отсутствия паствы покинул страну и священник, который в предварительно оставленной на церкви записке написал:
Прости, верующий армянин, что заперты двери церкви, ибо последний молящийся удалился из Сингапура три года назад. И даже раз в год служить обедню уже бессмысленно

### Современное положение

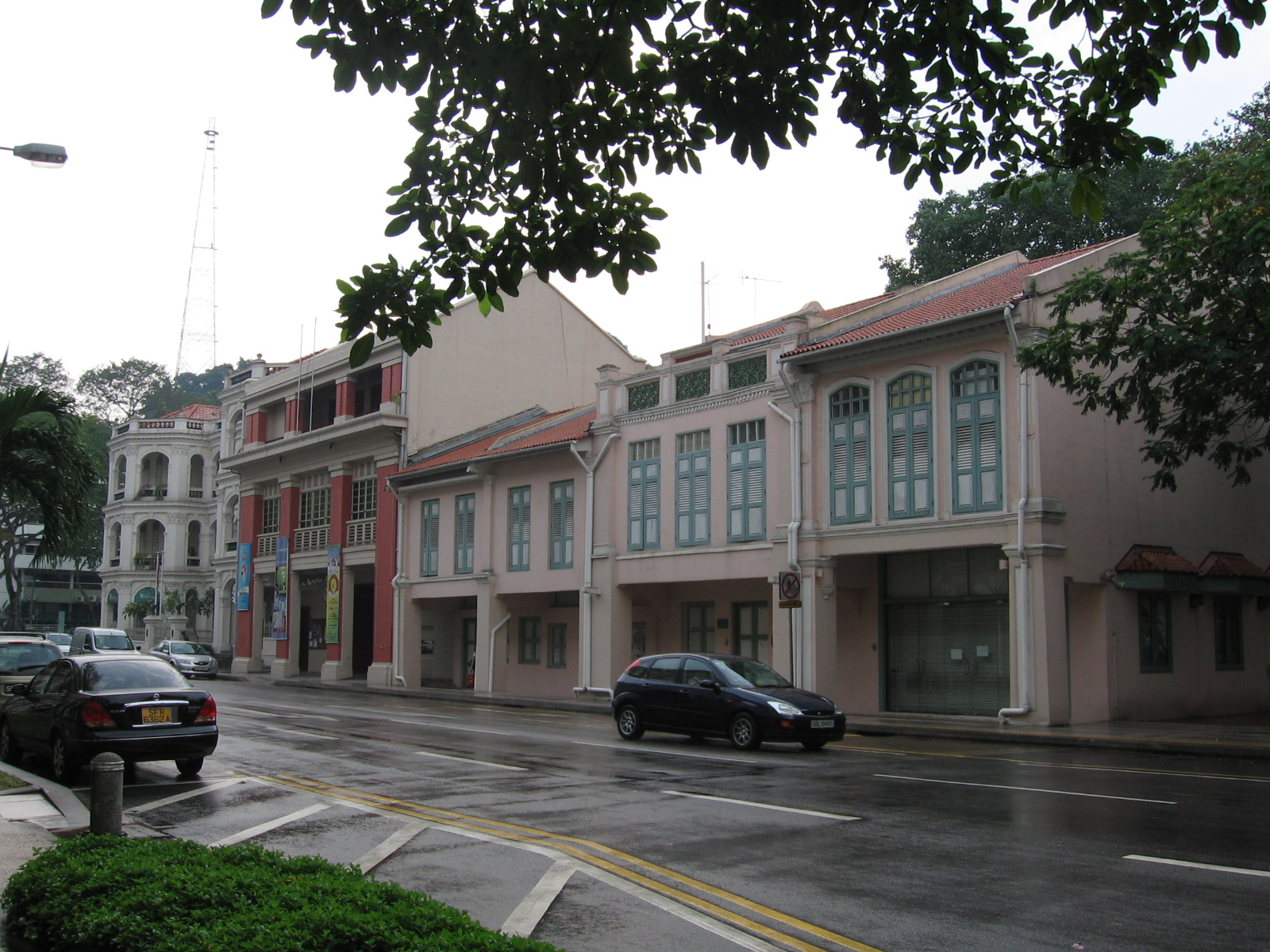
Армянская улица

На сегодняшний день местом компактного проживания армян является Армянская улица. В церковно-административном плане армянская община Сингапура подчиняется Киликийскому католикосату ААЦ, которая в свою очередь признает духовное главенство Эчмиадзинского католикосата ААЦ
27 мая 2010 г. на вручении верительной грамоты армянским послом президенту Сингапура Селлапану Раманатану последний отметил особую роль армянской общины в Сингапуре, в частности в сфере бизнеса и культуры
В июне 2010 г. посол Армении в Сингапуре (резиденция в Китае) Армен Саргсян в ходе визита в Сингапур посетил армянскую церковь Св. Григория Просветителя, где встретился с представителями армянской общины. Входе встречи обсуждались проблемы общины и подготовка к празднованию 175-летия освящения армянской церкви Сингапура, которое должно было состоятся весной 2011 г. На это мероприятие были приглашены представители армянских общин со всего мира, а также представители Первопрестольного Святого Эчмиадзина и правительства Армении. С 4 сентября 2010 г. Комитет армянского наследия в Сингапуре провёл ряд мероприятий, посвящённых армянской диаспоре Сингапура. На мероприятиях выступили армянские артисты, в числе гостей присутствовали высокопоставленные лица страны. Во время гала-вечера было рассказано о вкладе армян в развитие Сингапура и других стран Великого шёлкового пути. Председатель Комитета Пол Казарян заявил, что эти мероприятия — отличная возможность для армян всего мира узнать об удивительных успехах Сингапура. В свою очередь бывший посол США в Сингапуре, а ныне сопредседатель Комитета армянского наследия Франк Лавин сказал, что проводимые мероприятия — прекрасная возможность для укрепления армянской общины и её связей с Сингапуром.
27 марта 2011 г. армянская община Сингапура отпраздновала своё 175-ти летие, на мероприятии, прошедшем в церкви Святого Григория Просветителя, присутствовало 160 армян из 14 стран. По случаю празднества Воскресная литургия была отслужена приехавшим армянским архиепископом

## Вклад
Вкладом армян в жизнь страны является Церковь Святого Григория Просветителя, признанная национальным памятником, национальный цветок Сингапура «Ванда мисс Джоаким», процветающий отель «Раффлс» и популярная газета «Straits Times» (The Straits Times). О присутствии армян в Сингапуре свидетельствуют сохранившиеся названия четырёх улиц: Армянская улица, Галстан авеню, названная в честь Эмиля Галстана, Саркис роуд, названная в честь Регины Саркис, и Сент Мартин драйв, появившаяся при разделе «Эксбанка» — собственности Мартина. Улицы Армениан лэйн и Наркис роуд исчезли с карты в результате нового строительства.

## Галерея
|                |                    |                                                  |                           |  |
| Вход в церковь | «Raffles» 1932 год | Мемориальные надгробия известных армян Сингапура | армянская улица, 1895 год |  |

|            |                             |               |                      |  |
| молодожены | армянская церковь Сингапура | семья Джоаким | армянские бизнесмены |  |